# Hintenteiche bei Biesenbrow
Das Naturschutzgebiet Hintenteiche bei Biesenbrow liegt auf dem Gebiet der Stadt Angermünde im Landkreis Uckermark in Brandenburg.
Das Gebiet mit der Kenn-Nummer 1039 wurde mit Verordnung vom 12. September 1990 unter Naturschutz gestellt. Das rund 102,6 ha große Naturschutzgebiet mit dem Hintenteich erstreckt sich nordwestlich von Altenhof, einem Wohnplatz von Angermünde, und Biesenbrow, einem Ortsteil von Angermünde, und westlich von Leopoldsthal, einem Wohnplatz von Angermünde, entlang des Schmidtgrabens. Westlich verläuft die B 198.

## Bedeutung
Das Gebiet wurde unter Schutz gestellt „zur Erhaltung und Wiederherstellung von Lebensräumen bedrohter Tier- und Pflanzenarten und wegen der besonderen Schönheit des Gebietes.“

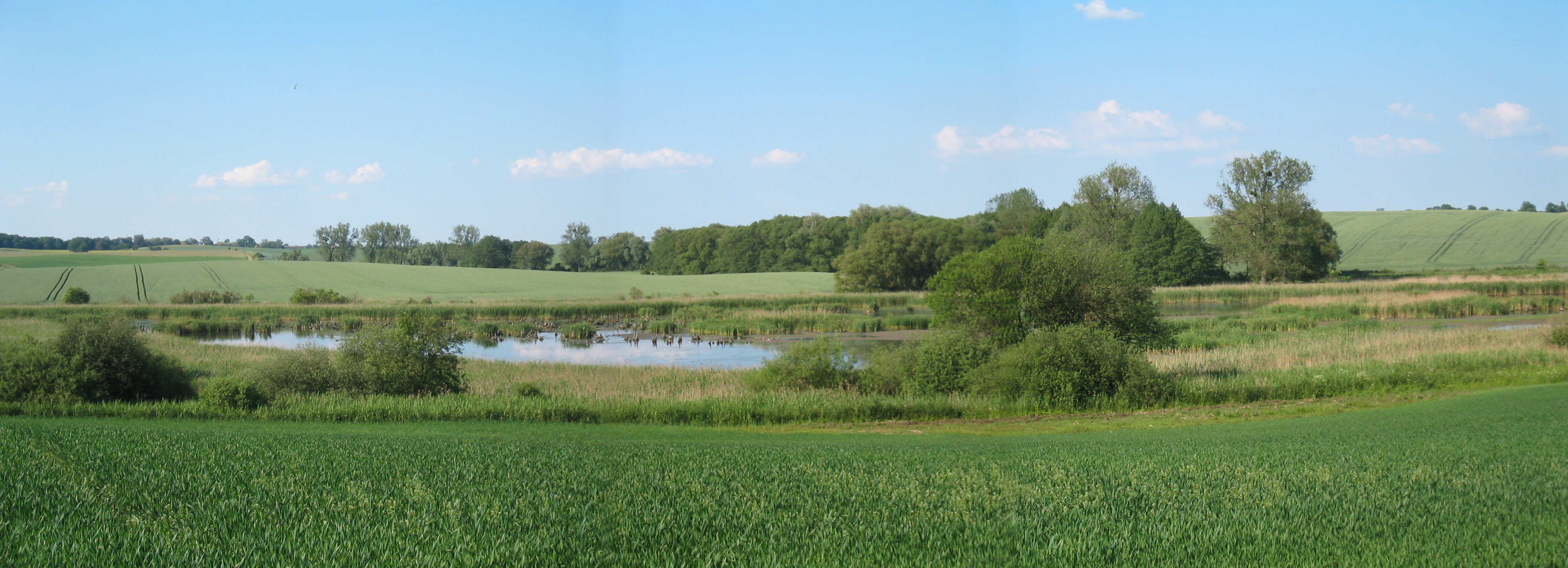
Nördlicher Hintenteich (Juni 2006)
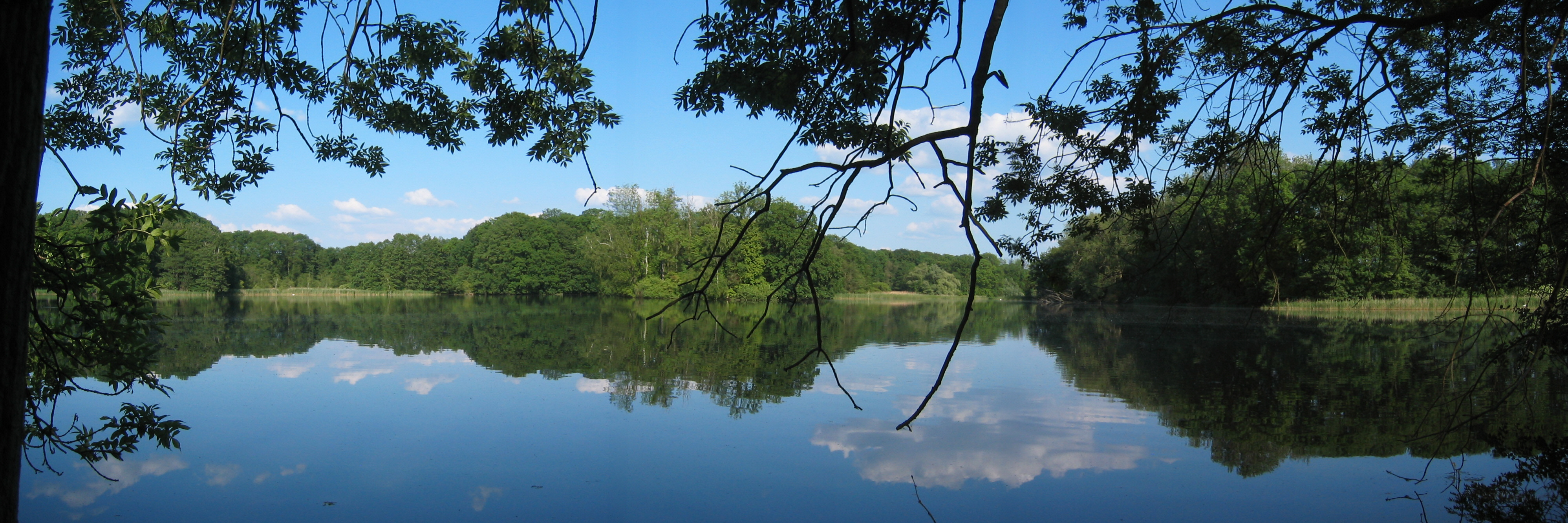
Mittlerer Hintenteich (Juni 2006)
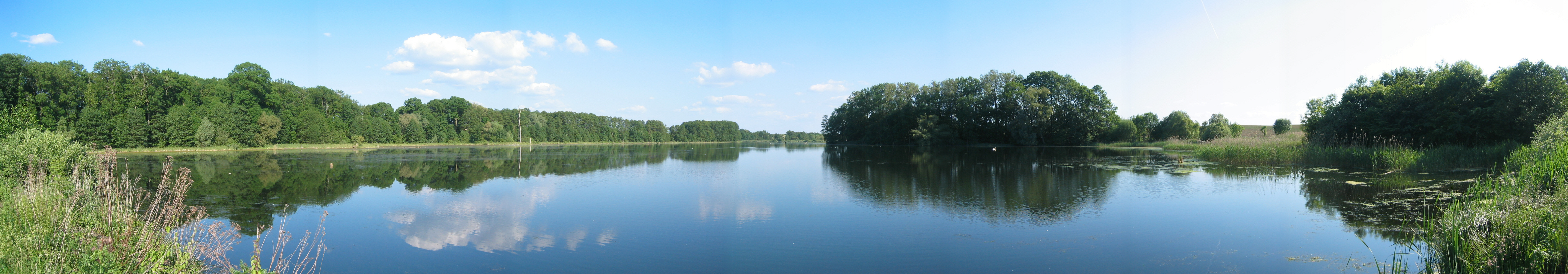
Südlicher Hintenteich (Juni 2006)